# Davey Point
Der Davey Point (in Argentinien Punta Agnese, in Chile Punta Galindo) ist eine felsige Landspitze auf King George Island im Archipel der Südlichen Shetlandinseln. Er liegt 10 km südwestlich des Round Point an der Johannes-Paul-II.-Küste im Norden der Insel.
Kartiert und als Round Island benannt wurde die Landspitze 1935 von Teilnehmern der britischen Discovery Investigations. Um Verwechslungen mit dem nahegelegenen Round Point zu vermeiden, benannte das UK Antarctic Place-Names Committee im Jahr 1960 das Kap nach Graham J. Davey (* 1934), Assistenzgeodät des Falkland Islands Dependencies Survey in der Admiralty Bay zwischen 1957 und 1958, der ein Triangulationsmessungen von King George Island vornahm und diese später auf Nelson Island, Robert Island und Greenwich Island ausdehnte. Namensgeber der argentinischen Benennung ist Horacio Agnese von der argentinischen Marine, ein Besatzungsmitglied der Korvette Uruguay im Jahr 1903. Chilenische Wissenschaftler benannten die Landspitze dagegen nach José del Carmen Galindo, einem Besatzungsmitglied der Yelcho bei der 1916 durchgeführten Rettung der auf Elephant Island gestrandeten Teilnehmer der Endurance-Expedition (1914–1917) des britischen Polarforschers Ernest Shackleton.